# Claude Borelli
Pour les articles homonymes, voir Plattner, Borelli et Claude Borelli (acteur).

Claude Borelli vers 1953

Claude Marie Alice Marthe Plattner dite Claude Borelli, née le 14 janvier 1934 à Paris et  morte accidentellement le 15 novembre 1960 dans la même ville, est une actrice française.

## Biographie
En 1951, après ses débuts dans Orphée et La Plus Belle Fille du monde, Claude Borelli est élue ambassadrice de Paris au Carnaval de Rio. L'année suivante, elle effectue une tournée de music-hall au Canada et apparaît à la télévision américaine. Elle renonce à sa carrière artistique après son mariage avec le musicien de jazz Jean-Louis Viale.
Elle meurt tragiquement dans un hôpital parisien, après être tombée par la fenêtre de son appartement, au 3e étage, en essayant d'attraper son chat qui s'était échappé. Elle est inhumée au cimetière des Batignolles (division 31).

## Filmographie
- 1950 : Désordre court-métrage de Jacques Baratier
- 1950 : Orphée, film français de Jean Cocteau
- 1951 : La Plus Belle Fille du monde de Christian Stengel
- 1953 : Quand tu liras cette lettre de Jean-Pierre Melville
- 1953 : Cet homme est dangereux de Jean Sacha
- 1954 : Les Intrigantes de Henri Decoin
- 1955 : Le Fil à la patte de Guy Lefranc
- 1956 : Les Truands de Carlo Rim